# Gmund am Tegernsee
Gmund am Tegernsee là một đô thị thuộc huyện Miesbach, bang Bayern, Đức.

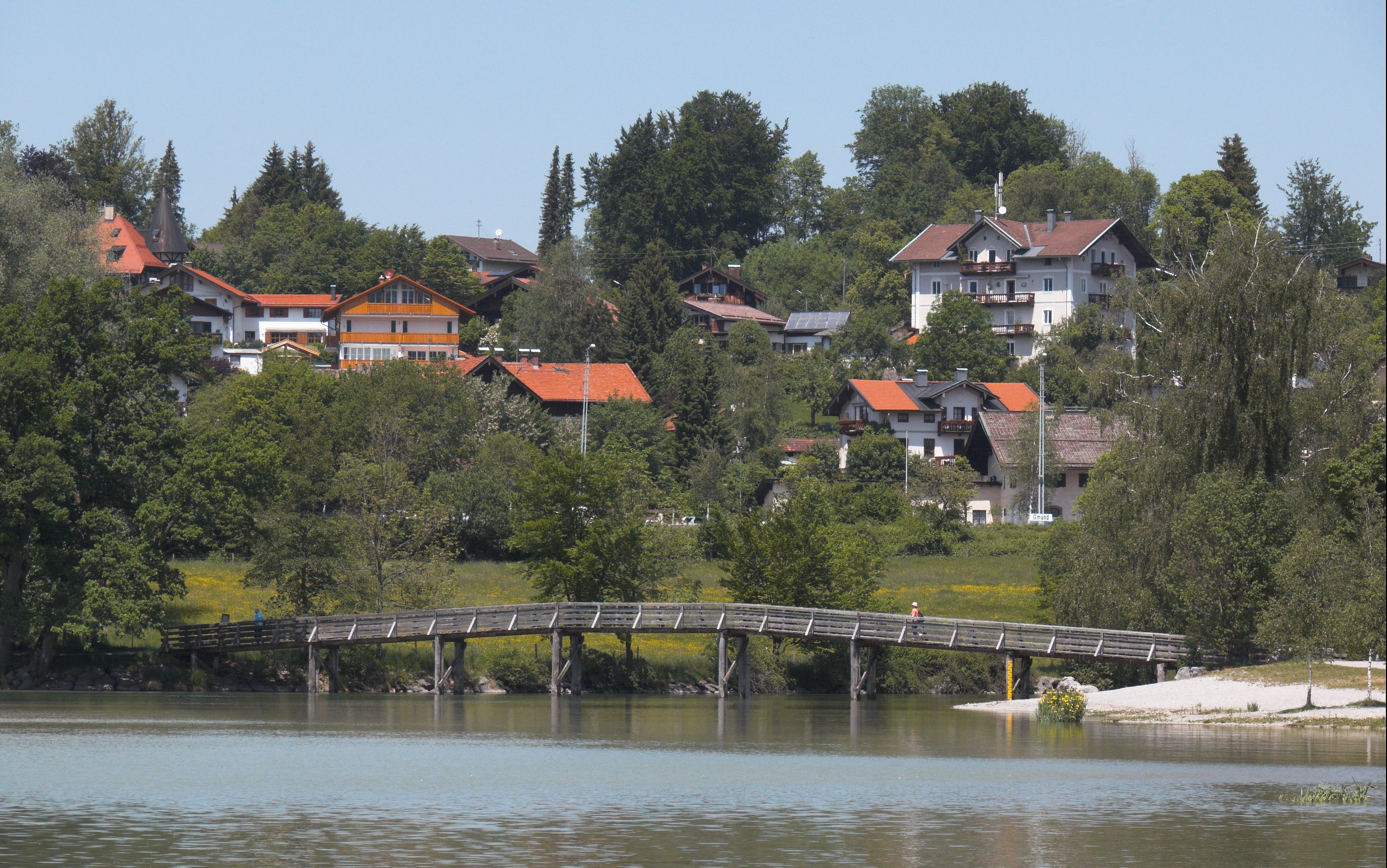
Gmund am Tegernsee nhìn từ sông Mangfall

Thị xã nằm ở biên giới phía bắc hồ Tegernsee, gần nguồ sông Mangfall, 46 km so với Munich và 15 km so với huyện lỵ Miesbach.

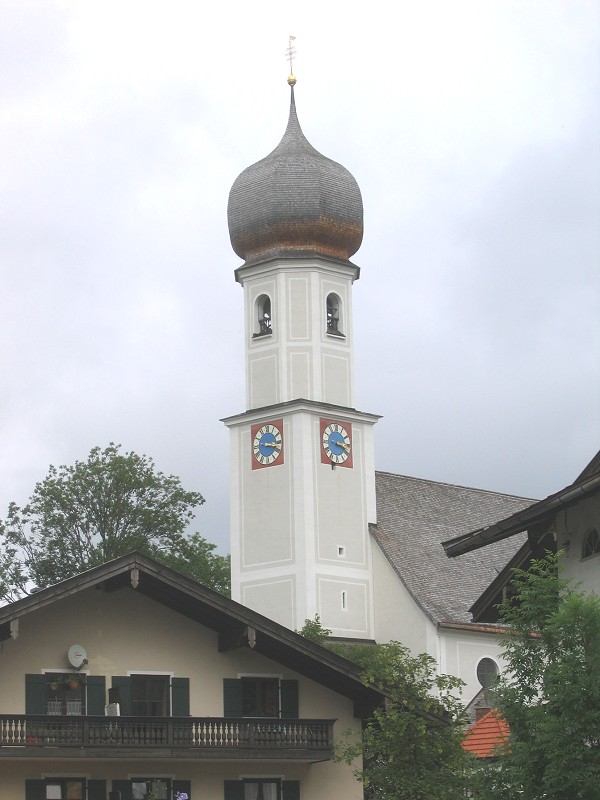
Giáo đường St. Aegdius
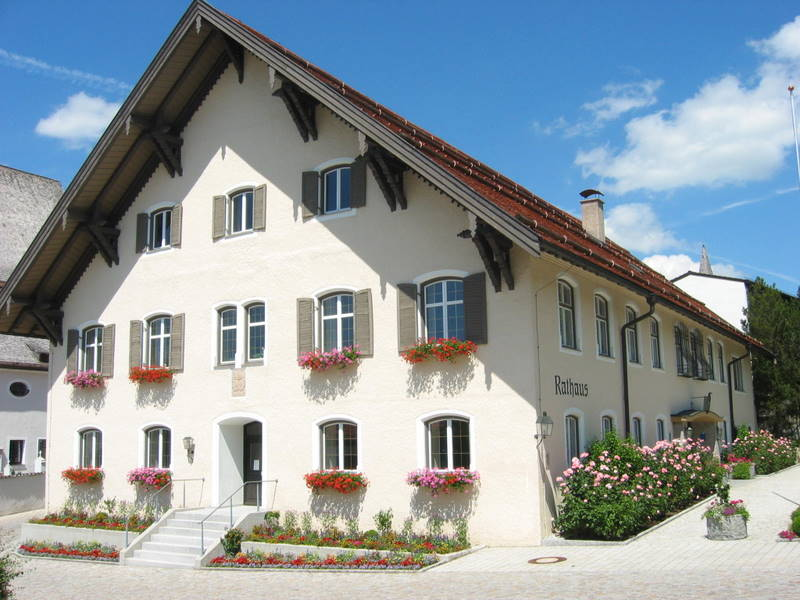
Toà thị chính Gmund am Tegernsee